# Петер Йорк фон Вартенбург
Петер Йорк фон Вартенбург (на немски: Peter Yorck von Wartenburg) е германски юрист, участвал в опита за убийство на фюрера Адолф Хитлер от 20 юли 1944 г.

## Биография
След като работи като адвокат, правен консултант за правителствената програма Osthilfe за намаляване на селскостопанския дълг в Източна Прусия и за общинското правителство в Бреслау, Йорк служи на Комисията за цените на Райха в Берлин от 1936 до 1941 г. като ръководител на отдела по основните въпроси. Той отказва да се присъедини към НСДАП и губи работата си през 1938 г. За пръв път участва в съпротивата през 1938 г., работейки в тясно сътрудничество с приятелите си Фриц-Дитлоф фон дер Шуленбург и Улрих-Вилхелм фон Шверин фон Шваненфелд. След погромите от Кристалната нощ от 9-10 ноември 1938 г. той създава дискусионна група за принципите на нова конституция на Райха.
Привикан като резервист офицер през Втората световна война, на административен пост във Върховното командване на въоръжените сили в Берлин през 1942 г. През януари 1940 г. започва да работи в тясно сътрудничество с Хелмут Джеймс фон Молтке, с когото той инициира и води дискусиите за кръга Крейсау, който се среща много често в дома на Йорк в Берлин-Лихтерфелд.
Когато Клаус фон Щауфенберг започва да ускорява подготовката за преврата в Берлин през септември 1943 г., той и Йорк влизат в тесен контакт. Определян за държавен секретар на бъдещия канцлер на Райха, Йорк остава в най-съкровения кръг на заговорниците до самия край. След неуспешния опит за държавен преврат, Йорк е арестуван в Бендлерблок в Берлин късно вечерта на 20 юли 1944 г., осъден на смърт от Народна съдебна палата на 8 август 1944 г. и екзекутиран същия ден в затвора Пльоцензе.